# Jansen de Wit
 M. Jansen de Wit's Kousenfabrieken N.V. (Jedewe), in de volksmond beter bekend als de Sok, was een zeer grote kousenfabriek met het grootste deel van het bestaan de hoofdvestiging te Schijndel. De onderneming vestigde zich daar in 1915 en ging in 1985 failliet.

## Voorgeschiedenis
De geschiedenis van de onderneming begint in 1840 als Martinus Jansen (Weert, 17 juni 1802 – 5 januari 1879), zich als kousenfabrikant vestigt. Hij stamde uit een boerengezin dat in 1829 vanuit Weert naar Helmond was getrokken. Hier begon Martinus' vader een winkel. Martinus werd reeds tijdens zijn  miliaire dienst in 1821 vermeld als faiseur des bas (kousenmaker) en ook later blijkt hij dit beroep te hebben uitgeoefend. Martinus trouwde op 11 augustus 1834 met Hendrika van den Boomen. Zij was dochter van Christiaan van den Boomen, die van 1851-1859 burgemeester van Tongelre is geweest. Het echtpaar ging wonen in Stratum, verhuisde in 1837 naar Opwetten en in 1840 naar Tongelre.
Hier begon Martinus een kousenfabriek. Priesterkousen werden machinaal gebreid in de fabriek en grovere sokken werden door thuisbreisters uit de omliggende plaatsen gebreid. Dit was in feite het fabrikeurssysteem. Aldus werd Martinus kousenfabrykant. Met de hondenkar ging hij de breisters langs om garens te brengen en kousen op te halen.
Het echtpaar kreeg drie zoons: Christiaan, Jacobus en Martinus (29 augustus 1855-26 december 1929). Dezen zetten na de dood van vader Martinus het bedrijf voort. De oudste twee zoons bleven ongehuwd, maar Martinus trouwde op 16 juni 1892 te Stratum met Catharina de Wit uit Valkenswaard. Het bedrijf te Tongelre heeft nog bestaan tot 1910 en werd geleid door Christiaan en Jacobus.
Martinus en Catharina verhuisden naar Woensel en begonnen in 1892 op het Fellenoord onder de naam De Sleutel een blauwververij, kousenhandel, chemische wasserij en textielververij. Hij verkocht de priesterkousen uit het bedrijf van zijn broers, kousen uit Leiden, en fijne importkousen uit België. Ook benamingen als Eindhovensche Machinale Brejerij en Machinale Brijerij M. Jansen de Wit werden gebezigd. De laatste naam zou later de firmanaam worden. Meisjes werden opgeleid tot breister en zo kreeg het fabriekje, naast thuiswerksters, ook vaste arbeidskrachten in dienst. De boeren brachten er hun wol en haalden later de gesponnen en eventueel geverfde garens op.
Het echtpaar had een groot gezin en de zoons: Martinus (12 februari 1894-24 augustus 1929), Hendricus (24 april 1896-2 december 1950), Mathieu en Willibrord zouden een rol spelen bij de verdere ontwikkeling van het bedrijf. Er werd een handvlakbreimachine van Duits fabricaat aangeschaft bij de firma D.A. de Knegt in Amsterdam, waarmee de fijne Belgische kousen in eigen beheer konden worden gebreid, De Eerste Nederlandsche fabriek van Belgische kousen was een feit. Omstreeks 1910 had men 70 mensen in dienst in de fabriek en 50 thuiswerksters. In 1914 kwam echter een kentering toen Philips, door grondstoffenschaarste gedwongen, tal van toeleveringsprocessen in eigen beheer ging uitvoeren. Hierdoor nam de concurrentie op de arbeidsmarkt toe en kon de breierij niet meer aan voldoende geschoold personeel komen.

## Schijndel
Uiteindelijk werd gekozen voor Schijndel, waar nog geen grote industrieën waren en wat ver genoeg van Eindhoven lag om de invloed van Philips niet te merken. Slechts enige industrialisatie bestond in de vorm van fabriekjes voor klompen en hoepels. Twintig Schijndelse meisjes leerden het vak van kousenbreister in Woensel, men kocht enkele herenhuizen aan De Kluis en begon in 1915 met de fabriek. Vrijwel direct werd een stuk grond aan de Hoofdstraat gekocht waar in 1917 de productie begon onder de naam M. Jansen-de Wit Stoomkousenfabriek. Er werkten aanvankelijk 70 mensen, onder wie 66 vrouwen. De leiding van het bedrijf was in handen van de twee broers Martinus jr. (Martien), belast met de commerciële leiding en Hendricus (Harry), voor het dagelijkse beheer. De uit Eindhoven overgebrachte gasmotor had hier een eigen gasgenerator nodig, bij gebrek aan een openbare gasvoorziening na opheffing van het plaatselijke gasfabriekje. De motor wekte ook elektriciteit op voor de verlichting, wat nieuw was voor het dorp dat pas in 1920 op het elektriciteitsnet zou worden aangesloten. Ook de fabriek werd hierop aangesloten en er werden rondbreimachines aangeschaft.
In 1919 kwam ook Mathieu Jansen naar Schijndel. Na enige jaren van stagnatie overschreed het aantal personeelsleden de 100 in 1924, waarna zich een sterke groei inzette. Een toenemend deel van het productieproces vond plaats met behulp van steeds geavanceerder machines. In 1923 introduceerde  de Algemene Kunstzijde Unie te Arnhem rayon in de kousenindustrie waarvan zogenaamde sjanskousen werden gebreid, de voorloper van de nylonkous. Deze kousen, waarvoor verfijnde machines noodzakelijk waren, verdrongen de grove kousen van de markt. In 1924 kocht Jansen de Wit de machines van het stilgelegde bedrijf Zuid Nederlandse Textiel Industrie te Aalst. Ook een ververij was vereist, daar kunstzijden kousen ná het breien moesten worden geverfd. Daartoe moest diep grondwater worden aangeboord en onthard.
Op 1 januari 1925 werd een nieuwe bedrijfsvorm gekozen, de firma M. Jansen de Wit's Stoomkousenfabriek, en de merknaam, voorheen Hama, werd nu Mahama naar de voornamen van de broers die vanaf nu alle drie de scepter gingen zwaaien. Ook Willibrord (Wim) bestudeerde nu het kousenmakersvak in Engeland. Er kwamen met dessins versierde kousen en daartoe werd een jacquardmachine aangeschaft. In 1927, het jaar dat Wim in de zaak kwam, was het personeelsbestand gestegen tot 347. De steeds ingewikkelder machines vergden reparatie- en onderhoudswerkplaatsen. Vervolgens werden acht geavanceerde Cottonmachines aangeschaft en om het geld daarvoor vrij te maken werd de firma op 1 mei 1929 omgezet in een Naamloze Vennootschap. Voor de bediening van de nieuwe machines werden Duitse arbeiders uit Saksen aangetrokken. Uiteindelijk leerden de Schijndelnaren het vak.
Ook in de crisistijd groeide het bedrijf. Men kocht in 1931 in Geldrop een spinnerijtje met een inventaris, De Helze genaamd, opgericht tijdens de Eerste Wereldoorlog maar ten gevolge van de crisis failliet gegaan. De eigen spinnerij daar, onder leiding van Hendricus, kende een grote groei en telde in 1940 al 150 tot 200 arbeiders. Het Schijndelse bedrijf had in 1934 reeds 768 mensen in dienst, in 1938 werd de duizendste medewerker verwelkomd en in 1939 werkten er 1435 mensen. In 1939 begon men een vestiging in Turnhout waar op 1 februari 1940 ook een Cottonmachine in werking werd gesteld.

## Oorlog en wederopbouw
Bij de bezetting bleven de fabrieken onbeschadigd, maar een klein aantal nazigezinde Duitse arbeiders probeerde nog kwaad aan te richten. Vanwege dienstverplichtingen verdwenen ze uit het bedrijf. De onderneming breidde aanvankelijk nog verder uit en betrok ook een pand aan de Herengracht 318 te Amsterdam. In mei 1943 brak er een landelijke staking tegen de bezetter uit waaraan ook de arbeiders in Schijndel deelnamen, en de fabriek werd gebruikt als geheime vergaderplaats voor vertegenwoordigers van de gijzelaars van het Gijzelaarskamp Sint-Michielsgestel, waaronder Wim Schermerhorn. Op 17 september 1944 landden de Amerikaanse parachutisten in Schijndel maar pas op 22 september werd Schijndel bevrijd. Krijgsgevangen Duitsers werden in de kousenfabriek ondergebracht en vervolgens afgevoerd. Maar de Amerikanen bleven niet en de Duitsers kwamen terug, want Schijndel lag juist buiten de corridor. Nu werd luchtafweergeschut op de kousenfabriek geplaatst en op 26 september 1944 werd Schijndel door de geallieerden gebombardeerd, waarbij zeer veel schade werd aangericht. Ook de fabriek was zwaar getroffen en werd daarna nog geplunderd door de vluchtende bezetters. Uiteindelijk werd Schijndel definitief bevrijd op 27 oktober 1944.
Men begon met het herstel van de fabriek en in januari waren de gebouwen winddicht. De machines werden hersteld en in april 1945 werd de eerste kous geproduceerd. Er werden machine-onderdelen gekocht, soms werd een enkele machine uit twee kapotte machines samengesteld. Ook de spinnerij in Geldrop werd hersteld. In 1955 werkten hier 233 mensen.
In 1946 waren er weer 1116 personeelsleden en in 1947 begon men met nieuwbouw. Toen werd, in 1948, de nylonkous geïntroduceerd. Ook los daarvan nam de productie snel toe en in 1951 werkten er meer dan 2000 mensen in de fabriek. Mede dankzij de Marshallhulp kon er veel worden geïnvesteerd. Het bedrijf groeide en ging voor de export produceren. In Schijndel waren niet genoeg werkkrachten voorhanden en er ontstonden ateliers in de omliggende plaatsen. In 1948 gebeurde dit reeds in Oploo en Uden, in 1950 in Boxmeer, in 1951 in Veghel en in 1953 in Sint-Oedenrode. In totaal werkten er 400 meisjes in de ateliers, en zelfs in een aantal zusterkloosters hield men zich bezig met het afwerken van de kousen. In de eigenlijke fabriek werkten in 1953 2100 mensen. Ook de personeelsbezetting in Turnhout nam toe, van 30 in 1948 tot 156 in 1954. In Schijndel werkte toen de helft van de werkende bevolking in de fabriek van Jansen de Wit. Het bedrijf werd betiteld als de grootste kousen- en sokkenfabriek van West-Europa. Halverwege de jaren 60 werden vanwege krapte op de arbeidsmarkt Spaanse gastarbeiders aangenomen. Tussen 1965 en 1974 hebben er een kleine 300 Spanjaarden gewerkt.
Bij het 40-jarig bestaan in 1955 kreeg het bedrijf het predicaat Koninklijk.

## Neergang
Nog groeide het bedrijf, onder andere door overname einde 1968 van de (panty-)kousenfabriek De Jong en van Dam NV uit Hengelo (O) met het merk Jovanda.  Jansen de Wit was bekend om de brandnames 'B.X', 'Veronica', 'Jovanda', 'Setter Set' en 'MAHAMA', gedurende een vijftiental jaren, maar begin jaren 70 van de 20e eeuw ontstonden ernstige moeilijkheden door een toenemende concurrentie, aanvankelijk vooral vanuit Italië, Oost-Europa en Israël, en door de problematiek van de opvolgingskwestie van de derde generatie, de twee oliecrisissen en de algehele malaise in de Nederlandse textielindustrie. In 1974 besloot het kabinet om aan regeringssteun de voorwaarde te verbinden dat Jansen de Wit moest fuseren met een andere kousenfabriek, en wel Danlon Hin uit Emmen. Met deze fabriek ging het echter nog veel slechter en veel geld verdween in een bodemloze put. Toen ook nog de panty-productie om politieke redenen naar Emmen werd verplaatst en niettemin op beide locaties 400 ontslagen vielen, vond in januari 1977 een demonstratie van Schijndelse burgers plaats, waarbij burgemeester Scholten in een bewogen toespraak het regeringsbeleid hekelde.
Op 3 januari 1985 ging het bedrijf failliet en de arbeiders werden ontslagen. Het werd opgekocht door Nedac-Sorbo. Nog even werd onder die naam de productie voor korte tijd hervat, vanwege de toenemende vraag door het koude winterweer. Daarna viel het doek voorgoed. De indrukwekkende betonnen fabrieksgebouwen werden gesloopt. Tijdelijk ontstond het gat van Schijndel, waar uiteindelijk woningcomplexen zijn verrezen.
Ook gebleven is het Jansenpark te Schijndel, dat in 1955 tegenover de fabriek werd aangelegd en in 1975 aan de gemeente Schijndel werd geschonken. In dit park worden de diverse leden van de familie Jansen herdacht met een borstbeeld, en herinnert het beeld de kousenbreister aan de vele werkneemsters die hier hun brood hebben verdiend.

## Sociaal
In het algemeen werden de Jansens geprezen om hun vooruitstrevende sociale beleid, maar vanaf de jaren zeventig van de 20e eeuw traden er vreemde en steeds wisselende directies aan en werden de belangen van de werknemers ondergeschikt gemaakt aan politiek-economische belangen.

## Externe bron
- Antoon Coolen, Van de Breischei tot 75 Gauge, gedenkboek, 1955.